# Шулятиков, Михаил Иванович
Михаил Иванович Шулятиков (20 мая 1845, Глазов — 13 [25] ноября 1893, Москва) — член правления Императорского общества содействия русскому торговому мореходству, общественный деятель, участник революционного движения.

## Биография
В период учёбы в гимназии стал участником «Библиотечного кружка» Красовского в Вятке. После окончания гимназии 4 сентября 1862 года поступил в Казанский университет на физико-математический факультет, с которого был отчислен 3 декабря 1863 года в связи с арестом по так называемому «Казанскому заговору».
В марте 1863 года вместе с И. Я. Орловым нелегально прибыл в город Глазов с целью организации крестьянского войска в Вятской губернии в поддержку Польского восстания. В том же году был арестован по делу «Казанского заговора» и «Казанского кружка» вместе с Иваном Краснопёровым и другими; при аресте у него были изъяты прокламации: «Свобода», «Льётся польская кровь», «Долго давили вас, братцы». Каторгу заменили высылкой в город Глазов.
В Глазове служил секретарём в земской управе. В доме его отца в этот период проживал Владимир Короленко вместе с братом Илларионом.
В 1871 году был выслан из Глазова, в 1872—1878 годы проживал в Пермской губернии, затем в Перми. Оказал существенное влияние на формирование демократических взглядов Николая Васильевича Мешкова, по инициативе которого и при финансовой поддержке в Перми был организован Пермский университет, первый на Урале.
В 1882 году с семьёй переехал в Москву, служил в Северном страховом обществе начальником отделения, затем инспектором по речному страхованию.
В 1884 г. вступил в Императорское общество для содействия русскому торговому мореходству, в 1885 г. по предложению председателя князя Дмитрия Николаевича Долгорукова стал действительным членом Общества, с декабря 1885 года был избран кандидатом в члены Правления и членом ревизионной комиссии, с января 1886 года — членом правления; принимал деятельное участие в работе правления до конца жизни.
По его инициативе в Москве было организовано общество «Потребление и гигиена»[когда?]

.
Похоронен в Москве на Ваганьковском кладбище; могила утрачена.

### Семья
Отец — Иван Леонтьевич Шулятиков.
Мать — Екатерина Васильевна (в девичестве Ляпунова, г. Глазов).
Братья:
- Пётр (1847—?), жил и умер в Череповце, имел книжный магазин;
- Шулятиков, Алексей Иванович — врач в Яранске
- Владимир
- Василий (?—1902), врач; вместе с Владимиром привлекался по процессу 193-х;

Сёстры:
- Надежда, в замужестве Салтыкова; её сын Сергей — депутат 2-й Государственной думы II созыва;
- Ольга, в замужестве Бастракова.

Жена — Александра Кузьминична (девичья фамилия, возможно, Прозоровская).
- Дети:
- Владимир (1872—1912);
- Анна (1874—1908), в замужестве Распутина, прототип персонажа «Рассказа о семи повешенных» Леонида Андреева;
- Ольга (1876—?), в замужестве Кравцова. Муж Ольги — Василий Платонович Кравцов, окончил Академию художеств в Спб, преподавал рисование в 1-й Московской гимназии*

## Деятельность в Императорском обществе для содействия русскому торговому мореходству
За время работы в Обществе содействия мореходству Шулятиков сделал доклады: по вопросам строительства Баку-Батумского нефтепровода, в котором высказался против продажи необработанной нефти за границу, о судоходстве по реке Волге, о судоходстве по рекам Западной Сибири. Доклады опубликованы в «Известиях» Общества и отдельными брошюрами.

### Вопрос строительства Баку-Батумского нефтепровода
Михаил Иванович обращал внимание правления Общества на проблему строительства Баку-Батумского нефтепровода, указывал на последствия его строительства «грозившие страшными последствиями волжскому судоходству и промышленным интересам нашего Отечества». Обратив внимание правления на этот вопрос в сентябре 1888 года, Михаил Иванович читал свои доклады «о Баку-Батумском нефтепроводе» в Общих Собраниях общества — годичном 12 декабря 1888 года и чрезвычайном — 30 марта 1889 года. В результате этого Общество обратило усиленное внимание на вопрос строительства нефтепровода волжских биржевых комитетов, пароходовладельцев и судовладельцев, и представило министру финансов особую записку о необходимости издания закона, коим воспрещается вывоз не вполне обработанных продуктов нефтяной промышленности из Российской империи. В доказательство правильности воззрений общества Михаил Иванович составил сборник статей и мнений о нефтяной промышленности вообще и нефтепроводе в особенности и издал его в 32 выпуске «Известий» под заглавием «О Баку-Батумском нефтепроводе» и отдельной брошюрой. Ряд биржевых комитетов России (Московский, Нижегородский, Казанский, Саратовский, Астраханский и Бакинский) высказывались против строительства данного нефтепровода, широкая полемика по этому вопросу развернулась на страницах целого ряда Российских газет и журналов. Призванное защищать интересы торгового судоходства, Императорское общество для содействия Русскому Торговому Мореходству не могло остаться в стороне и приняло активное участие в обсуждении этого вопроса. Данный вопрос имел огромное значение не только для судьбы российского нефтяного экспорта, но и для флота. Было ясно, что нефтяные продукты будут переливаться нефтепроводом с берегов Каспия к берегу Чёрного моря не для дальнейшей переработки, а, главным образом, для экспорта в том же сыром и необработанном виде за границу. Общество вообще выступало против вывоза за рубеж необработанных нефтяных продуктов, считая это, безусловно, вредным для интересов России. Что касается экспорта обработанной нефти, то и тут были свои минусы, так как не было четкого определения понятия «обработанная нефть», следовательно, всякая нефть, которая «побывала в аппарате, и от которой было лишь нечто отогнано, легко могла быть подведена под это понятие, и, таким образом, под видом остатков, продолжался экспорт фактически сырой нефти».
Была сделана оценка потерь судоходства от вывоза за границу необработанных и полуобработанных нефтяных грузов в сумме не менее 10 млн рублей. Естественно, потеря таких средств гибельно отразится на положении русского торгового флота, а ведь с развитием флота тесно связано и развитие механических заводов, занимающихся постройкой судов. Такие заводы, как Коломенский и Воткинский завод, завод Любимова в Перми и Сормовские заводы в Нижнем Новгороде, стали основой для зарождения важнейшей отрасли производства — морского судостроения. Вместе с тем такое зарождение отрасли морского судостроения стало возможным именно благодаря обилию нефтяных грузов.
Шулятиков считал, что одним из возможных путей для компенсации экономического ущерба станет обложение вывозимых нефтяных грузов высокой пошлиной, что позволит получить новую статью доходов для удовлетворения нужд государства. Одновременно Шулятиков отмечал, что этой цели недостаточно для разрешения экспорта за границу нефтяных продуктов.
В записке Правления Императорского Общества отмечалось, что как бы высока ни была пошлина, иностранцы заплатят её легко и охотно, в особенности учитывая текущие колебания курса рубля, и увезут за границу национальное богатство, что, в свою очередь, отразится непоправимыми последствиями на российском торговом флоте, а Государство или отрасль — не пострадают. К числу других аргументов, приводимых в защиту своей точки зрения, Правление отнесло такие, как сохранение лесов от вырубки путём использования альтернативного нефтяного топлива, стимулирование отечественной промышленности, в особенности Московского фабричного района, для которого такие нефтяные остатки, как топливо, стали необходимостью. И, наконец, стимулирование Бакинской заводской промышленности, чей упадок неизбежен при осуществлении экспорта нефти за границу.
Сам Городской голова Баку заявил, что «развитие Баку обусловливается развитием нефтяной промышленности, которая, в свою очередь, развивается лишь потому, что добытая нефть не вывозится за границу, а, оставаясь дома, вся здесь и обрабатывается.»
Императорское общество собрало все материалы «за» и «против» строительства нефтепровода. На заседании общего собрания от 12 декабря 1888 г. общество постановило ходатайствовать перед правительством:
1) о безусловном воспрещении вывоза сырья, всякого рода отбросов нефтяного производства и полуобработанных продуктов;
2) о разрешении свободного вывоза только законченных товаров, поступающих не-посредственно к потребителю, а не на заводы для обработки.

### Избранные труды
- Шулятиков М. И. К вопросу о регулировании р. Волги : Докл. общ. собранию О-ва для содействия рус. торг. мореходству. — М.: типо-лит. Н. И. Куманина, 1886. — 92 с.
- Шулятиков М. И. Очерк судоходства по рекам Западной Сибири. — М.: типо-лит. В. Рихтер, 1893. — 68 с.
- Шулятиков М. И. Судостроительные заводы России по сведениям гг. заводовладельцев, доставленным в правление О-ва для содействия русскому торговому мореходству в 1890 г.. — М.: тип. В. Ф. Рихтер, 1890. — 62 с. — (Известия О-ва для содействия рус. торговому мореходству : Прил. к вып. 37).
- Шулятиков М. О Баку-Батумском нефтепроводе // Известия. — Вып. 32.
- Шулятиков М. И. Судоходство по реке Волге в навигацию 1890 г. — М., 1891.

## Воспоминания о Шулятикове
"Я не знаю доподлинно, потому, что «не мастер был тогда ещё чины-то разбирать», — какую должность в земской управе занимал М. И., так кстати явившийся на свою родину, но я помню из разговоров дяди, члена управы и большой руки практика, что он в управе у них был незаменимый человек. Официально или неофициально он занимал, кажется, должность секретаря управы. Всякий знает, что у нас везде даже и ныне не тот созидает или больше других работает, кто официально стоит впереди; в большинстве же случаев, если не всегда, всякое дело, в особенности новое, выносится на плечах какого-нибудь третьестепенного и часто совсем безвестного труженика, о котором редко потом даже и вспоминают. Так и в глазовской земской управе первая строительная и творческая работа выпала на юного недоучку студента, принесшего сюда, вместо практических знаний и опыта, лишь одно горячее желание быть полезным родине. Я, конечно, всего менее могу сказать, что либо определённое о том, как и что он делал в управе, но могу говорить лишь о результатах произведенного им влияния даже на практиков. Сухие и черствые лавочники, и кабатчики вдруг заговорили о необходимости учить и лечить народ; попавшие в земство, недоступные до того чиновники являли образцы вежливого и товарищеского обхождения. Для нас, ребят, эти исправники и лесничие, о которых прежде мы знали только по наслышке, теперь сделались обыкновенными людьми, которых мы уже не обегали при встрече на улицах. Если ныне вековой наш недуг «начальствования» опять снова начинает заползать в сердца невежественной канцелярской мелкоты, то прежде с появлением земства в судебно-мировых учреждений замечалась другая крайность, — тогда многие добивались, как чести попасть на земскую службу. Опять повторяю, как и чем это влияние распространилось тогда в Глазове, — я не знаю; но источник этого влияния я чувствовал, хотя он для моего ребяческого понимания всего менее казался именно тем, что по тогдашнему моему разумению можно было бы назвать «влиятельным», «могущественным», «сильным». Если кто-нибудь и сказал бы мне тогда про такое значение М. И. для земства и вообще глазовской общественно жизни, то разумеется, я понял бы эт"Сегодня, — начал свою, речь г. Петров, — вы дружной семьей собрались почтить своим присутствием открытие городской бесплатной народной библиотеки-читальни, история возникновения которой в городе Глазове очень проста, но вместе и поучительна. Вот эта история: товарищи-сослуживцы покойного М. И. Шулятикова, глазовского уроженца, по инициативе А. П. Чарушникова, в благодарность за оказания для них Михайлом Ивановичем благодеяния, собрали между собой 210 рублей и послали их из Москвы в свой родной Глазов, прося городское управление открыть на эти деньги в их и Михаила Ивановича родном городе народную библиотеку-читальню."
- «Что же здесь поучительного, спросите вы? А вот что: люди, сами вышедшие из народа (все упомянутые лица происхождения из мещан г. Глазова) и достигшие относительного материального благополучия, делятся этим благополучием со своими сородичами, уделяя от своих сбережений известную долю для их просвещения; кроме того, какая глубокая благодарность лежит в основе это пожертвования, благодарность памяти человека. Посветившего много трудов на то, чтобы вывести в люди своих земляков»…. о только как шутку: — до того в нём все было непохоже на «влиятельность».

В мимолетном появлении на глазовском горизонте М. И. оставившего после себя такую светлую полосу и создавшего надолго всему глазовскому земству репутацию передового среди русских и вятских собратьев, я вижу более поучительный пример для нас.

## Память
В 1897 году в городе Глазове в память о Шулятикове была организована бесплатная библиотека-читальня, названная его именем.
- [Памяти Михаила Ивановича Шулятикова]